# Pachynematus albipennis
Pachynematus albipennis är en stekelart som först beskrevs av Hartig 1837.  Pachynematus albipennis ingår i släktet Pachynematus, och familjen bladsteklar. Arten är reproducerande i Sverige.